# 1980年代上海

## 大事

### 知青返城
1980年，作为文革的遗留问题，知识青年开始大批返回城市。

### 第五屆全國運動會
1983年9月18日至10月1日，中華人民共和國第五屆全國運動會在滬舉行。

### 88年甲肝大爆发
1988年3月，上海甲肝大爆发。